# 지리지

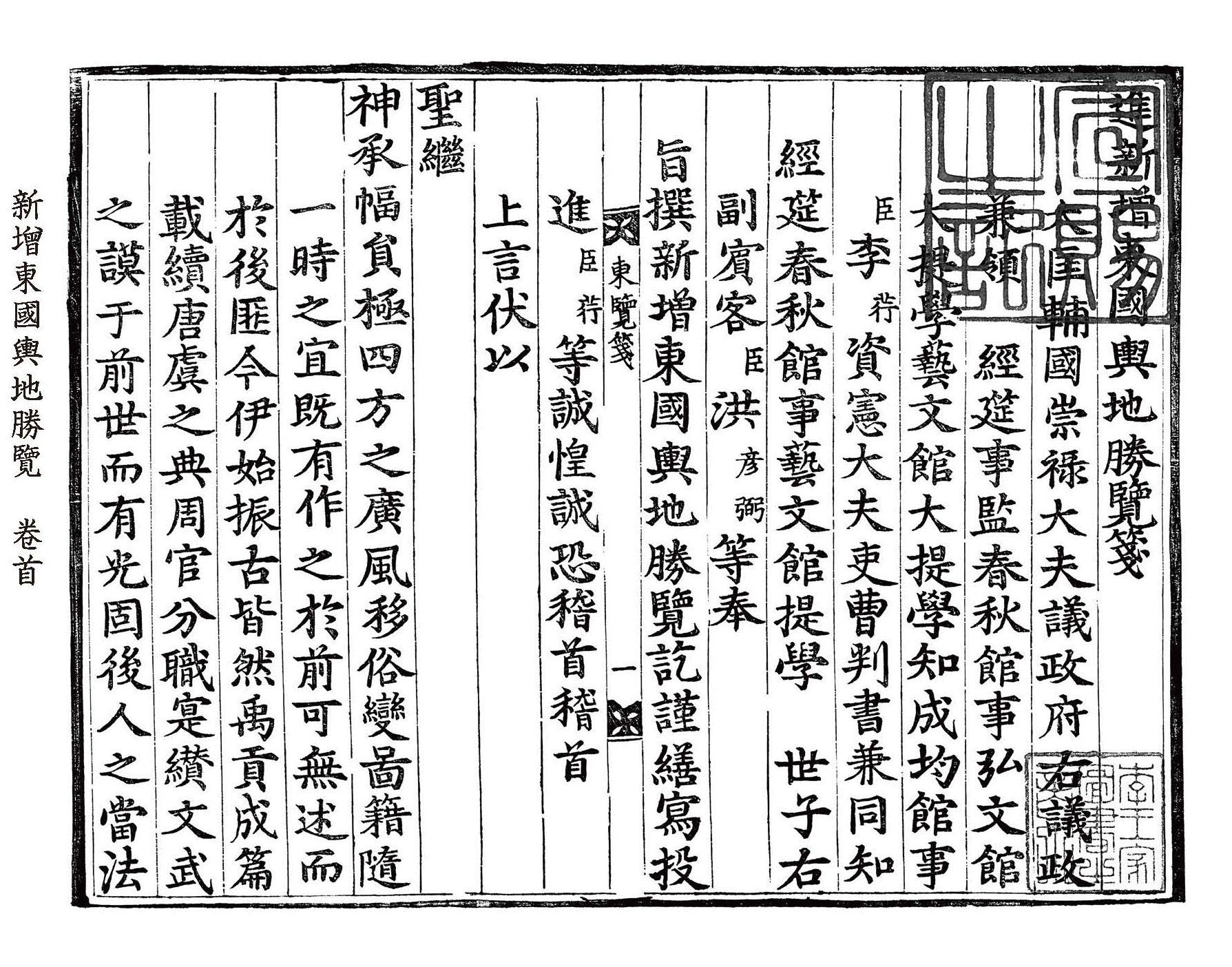
《신증동국여지승람》의 첫머리

지리지는 특정 지역의 역사, 지리, 인물, 풍속, 통치의 기본 자료 등을 모아 체계적으로 기술한 책이다. 지지(地志) 또는 지지(地誌)라고도 불린다.

## 역사
현존 하는 가장 오래된 지리지는 《삼국사기 지리지》로 《삼국사기》의 부록으로 실려 있다. 그러나 이것은 역사 서술을 보완하기 위해 대략적인 영역과 지명 등을 주로 서술한 것이어서 본격적인 지리지의 모습을 갖추지는 못하였다. 조선시대에 들어 편찬된 《고려사》에도 《고려사 지리지》가 포함되어 있어 고려시대에도 각 지방의 인문지리적 사항을 파악한 기록이 있었을 것으로 보이나 이 외에 따로 남아있는 것이 없다. 그러나 요나라에 보낸 사신에게 고려의 지리도를 보냈다는 기록이 있는 것으로 보아 국가의 행정을 위한 기초 자료로서 지리지를 제작하였던 것으로 추정된다.
본격적인 지리지의 편찬 사업은 조선 시대에 시작되었다. 15세기 국가의 주도로 《신찬팔도지리지》, 《세종실록 지리지》, 《팔도지리지》, 《신증동국여지승람》과 같은 지리지들이 발간되었다. 전국적인 지리지의 편찬을 위해서는 각 지역의 읍지 제작이 선행되어야 하였기 때문에 부(府), 목(牧), 군(郡), 현(縣) 마다 읍지가 제작되었다.
《신증동국여지승람》의 완성으로 국가가 주관하는 관찬 지리지 제작은 일단 완결을 보았지만 지역에서는 지방의 양반 문인들을 중심으로 한 사찬 읍지의 제작이 계속되었다. 조선 시기 내내 사찬 읍지의 제작이 계속되었다. 19세기 말 오랫 동안 유지되던 팔도 구분의 행정 구역이 십삼도로 재편된 이후 전국읍지상송령을 포고하였고, 이에 따라 각 지방은 읍지를 새롭게 제작하여 제출하였다.

## 종류
지리지는 편찬 주체에 따라 국가가 간행한 관찬 지리지와 그렇지 않은 사찬 지리지로 크게 구별할 수 있다. 사찬 지리지는 다시 지방의 여러 사람이 참여한 것과 개인이 독자적으로 작업한 것이 있다. 다루는 범위에 따라서 다시 전국지와 도지, 읍지로 구분되고 일반적인 사항을 종합적으로 다루는 종합지와 특히 군사나 부역과 같은 특별한 분야를 다루는 특수지로 구분할 수 있다.

## 구성
지리지는 해당 지역의 지도를 비롯하여 자연, 역사, 행정구역의 연혁, 지역의 성씨, 인물, 특산물, 기후, 인구 등의 사항을 종합적으로 기술하였다.